# دينيس زفزيديتش
دينيس زفيزديتش (ولد في 9 يونيو 1964)، سياسي بوسني شغل منصب رئيس مجلس وزراء البوسنة والهرسك من 2015 إلى 2019. [2] وهو حاليا عضو في مجلس النواب. كما شغل منصب رئيس وزراء كانتون سراييفو من 2003 إلى 2006.
كان عضوًا قديمًا في حزب العمل الديمقراطي، حتى تركه في عام 2021 لينضم إلى حزب الشعب والعدالة.

## حياته
ولد زفيزديتش في عام 1964 في سراييفو. درس في كلية الهندسة المعمارية في جامعة سراييفو، حيث حصل على درجة الدكتوراه، وفي عام 2007 أصبح أستاذا للعمارة.
وكان زفيزديتش قد عمل في وزارة البيئة والبناء في جمهورية البوسنة والهرسك واتحاد البوسنة والهرسك، فضلا عن شركة يونيونفست سراييفو قبل حياته السياسية. وشغل أيضا منصب المدير المشارك لخطة العمل الوطنية لحماية البيئة.
وفي عام 2003 أصبح زفيزديتش رئيسا لكانتون سراييفو - أول تعيين سياسي رئيسي له - وفي عام 2006 رئيس جمعية كانتون سراييفو. ثم كان عضوا في برلمان اتحاد البوسنة والهرسك (بيت الشعوب في 2006-2010، مجلس النواب في 2010-2014).
وهو عضو في الجمعية منذ عام 1991 وعضو في رئاسته من عام 2005. وفي عام 2009، عين رئيسا لمجلس إدارة الحزب الديمقراطي وانضم إلى المجلس الرئيسي للحزب في عام 2013. كما أنه عضو في مجلس الكانتونات الحزبي في سراييفو (2004-2005)، وقبل ذلك العضو في المجلس البلدي لمركز سراييفو (2000-2003).
وفي 31 مارس 2015، في تصويت في مجلس النواب في البوسنة والهرسك، حدد الرئيس الجديد لمجلس وزراء البوسنة والهرسك من أصل 42 عضوا من أصل 28 صوتا لصالح زفيزديتش، و 5 صوتوا ضده وامتنع اثنان عن التصويت. ووعد زفيزديتش بتحسين الإجراءات المتعلقة بانضمام البوسنة والهرسك إلى الاتحاد الأوروبي. وخلال فترة رئاسته، دخلت اتفاقية سا مع الاتحاد الأوروبي حيز التنفيذ (15 يوليو 2015) وفي 15 فبراير 2016 قدمت البوسنة والهرسك طلب عضوية الاتحاد الأوروبي.